# Betlemme
Betlemme (AFI: /beˈtlɛmme/; in arabo بَيْتِ لَحْمٍ‎?, Bayti Laḥmin, Bayt Laḥm, "casa della carne"; in ebraico בֵּיִת לֶחֶם‎?, Beit Leḥem, "casa del pane") è la capitale del Governatorato omonimo della Palestina.
Si trova a circa 10 km a sud di Gerusalemme, a un'altezza di 765 m s.l.m., e il suo agglomerato urbano comprende anche le città di Beit Jala e Beit Sahour.
Si tratta di una città che ricopre una grande importanza per i credenti che appartengono a religioni di derivazione biblica perché esse considerano Betlemme quale luogo di nascita sia di Gesù che di Davide, secondo re di Giuda e Israele.

Luca evangelista menziona infatti Betlemme come la città di David.

Secondo una profezia biblica (Mi 5,1), il Messia, che la tradizione cristiana e islamica identifica nel citato Gesù, avrebbe dovuto essere discendente di Davide e nascere nella sua città.
In omaggio alla tradizione evangelica che vuole Gesù nato a Betlemme, vi sorge la paleocristiana basilica della Natività.

## Geografia fisica

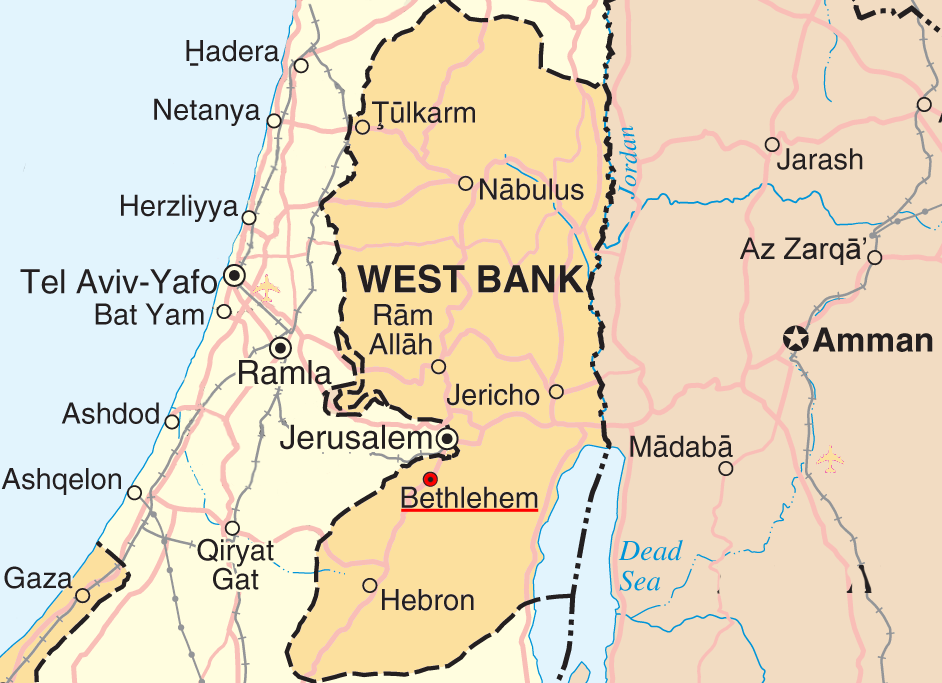
La posizione di Betlemme

Betlemme si trova ad un'altitudine di circa 775 m sul livello del mare sulla dorsale dei monti della Giudea, 30 m più in alto della vicina Gerusalemme.
La città si trova a 73 km in direzione nord-est da Gaza ed il Mar Mediterraneo, 75 km ad ovest di Amman, Giordania, 59 km a sud-est di Tel Aviv, Israele e 10 km a sud di Gerusalemme.
Altre importanti città situate nelle vicinanze sono Beit Safafa a nord, Beit Jala a nord-ovest, Husan ad ovest, al-Khadr e Artas a sud-ovest, e Beit Sahour a est.

### La Città Vecchia
La Città Vecchia si trova al centro di Betlemme. La Città Vecchia è composta da otto quartieri, organizzati in stile mosaico, intorno alla Piazza Principale. Questi quartieri sono: al-Najajreh, al-Farahiyeh, al-Anatreh, al-Tarajmeh, al-Qawawsa e Hreizat, che sono cristiani e al-Fawaghreh l'unico quartiere musulmano. La maggior parte dei quartieri cristiani hanno nomi arabi a causa dell'influenza degli Arabi Ghassanidi che si stabilirono qui. Il quartiere Al-Qawawsa venne fondato dagli arabi cristiani emigrati dalla vicina città di Tuqu' nel XVIII secolo. C'è anche un quartiere Siriaco fuori dalla Città Vecchia i cui abitanti sono originari di Midyat e Ma'asarte in Turchia. La popolazione nella Città Vecchia conta 5.000 abitanti.

### Clima
Betlemme ha un clima mediterraneo, con estati calde e secche e inverni freddi. Le temperature invernali possono essere molto basse e le giornate spesso sono piovose. Gennaio è certamente il mese più rigido, con temperature che oscillano tra 1-13 °C (33–55 °F). Da maggio a settembre, il clima è mite e soleggiato. Il mese più caldo è agosto, con massime fino a 27 °C (81 °F). Annualmente, su Betlemme cadono 700 mm di pioggia, il 70% dei quali tra novembre e gennaio.
L'umidità media annuale è del 60%, con punte di massimo tra gennaio e febbraio e minimi nel mese di maggio. Il fenomeno della rugiada notturna può arrivare a verificarsi fino anche 180 giorni in un anno. Inoltre, verso mezzogiorno, la città è colpita dalla brezza che spira dal Mar Mediterraneo e da annuali ondate del caldo, secco e sabbioso vento Khamaseen proveniente dal deserto Arabico nei mesi di aprile, maggio e a metà giugno.

## Origini del nome
Betlemme in arabo significa "Casa della carne", mentre in ebraico significa "Casa del pane".

## Storia
Il primo riferimento storico alla città appare nelle "Lettere di Amarna" (circa 1400 a.C.) quando il re di Gerusalemme chiese aiuto al re d'Egitto nella riconquista di Bit-Lahmi, persa in seguito alle incursioni degli Habiru. Dal momento che giudei e arabi non erano ancora arrivati nella zona si pensa che la somiglianza di questo nome alla sua forma moderna indichi che qui si stanziarono popoli della terra di Canaan, che condivisero un'eredità culturale e linguistica semitica con i successivi arrivati.

### Epoca biblica
Secondo il libro di Rut, la valle a est è dove Rut di Moab spigolò nei campi e tornò in città con Naomi. Betlemme è la tradizionale città natale di Davide, il secondo re di Israele, e il luogo dove fu unto re da Samuele. Fu dal pozzo di Betlemme che tre dei suoi guerrieri gli portarono l'acqua quando si era nascosto nella grotta di Adullam.

### Periodo romano e bizantino

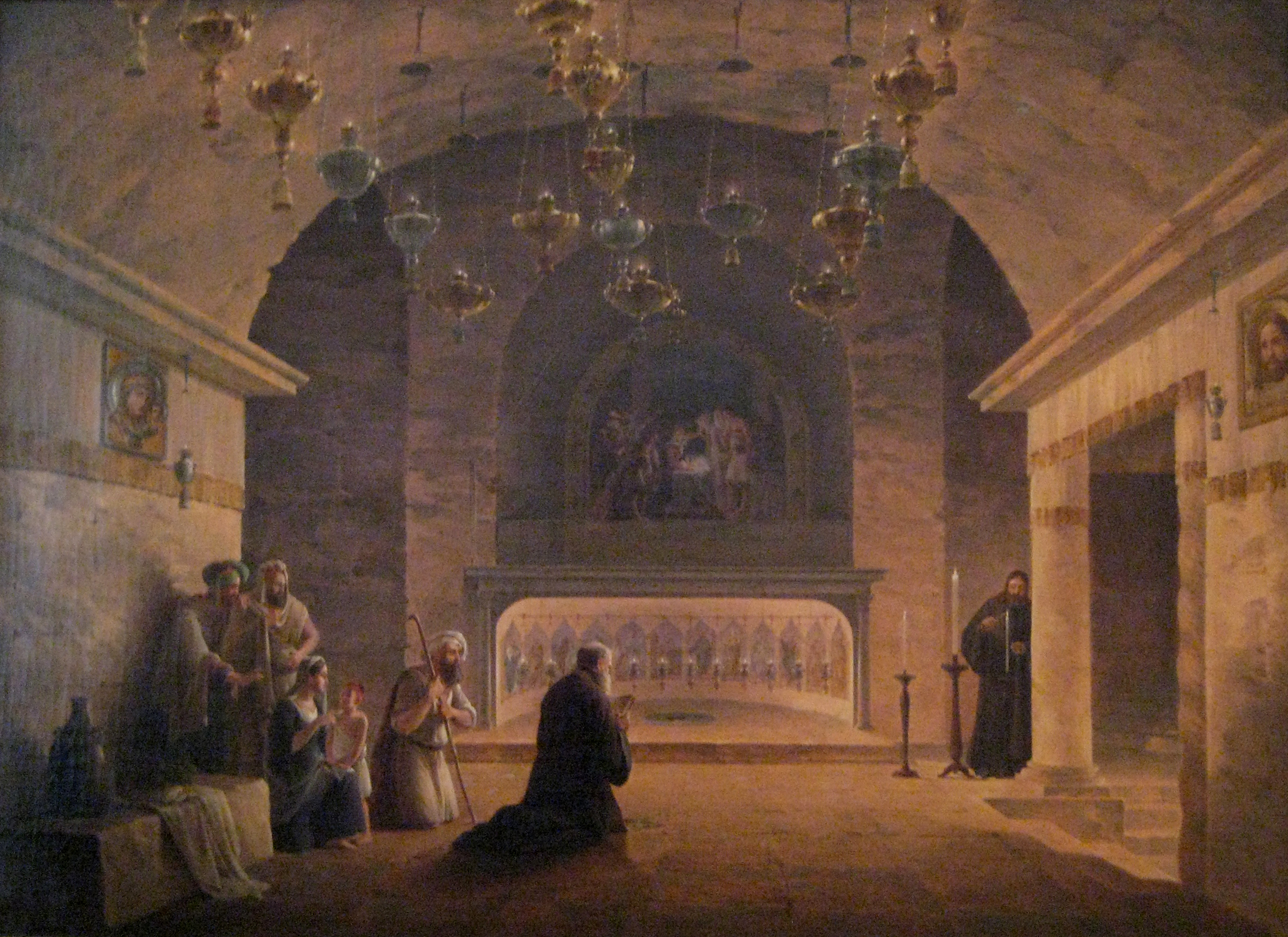
Vista della chiesa della Natività nel 1833, dipinto da M. N. Vorobiev

Tra il 132 e il 135 la città fu occupata dai Romani dopo la sua cattura nel corso della terza guerra giudaica. Gli abitanti ebrei furono espulsi dagli ordini militari di Adriano. Mentre dominavano Betlemme, i Romani costruirono un santuario dedicato alla mitica figura del culto greco Adone sul luogo della Natività. Una chiesa fu eretta nel 326, quando Elena, la madre del primo imperatore cristiano Costantino, andò in visita a Betlemme.
Durante la rivolta samaritana del 529, Betlemme è stata saccheggiata e sono state distrutte le sue mura e la basilica della Natività, ma sono state subito ricostruite per ordine dell'imperatore Giustiniano I. Nel 614, l'impero persiano sasanide invase la Palestina e prese Betlemme. Una storia raccontata in fonti successive sostiene che i Sasanidi si astennero dal distruggere la chiesa, vedendo i Magi raffigurati con abiti persiani in un mosaico.

#### Luogo nativo di Gesù

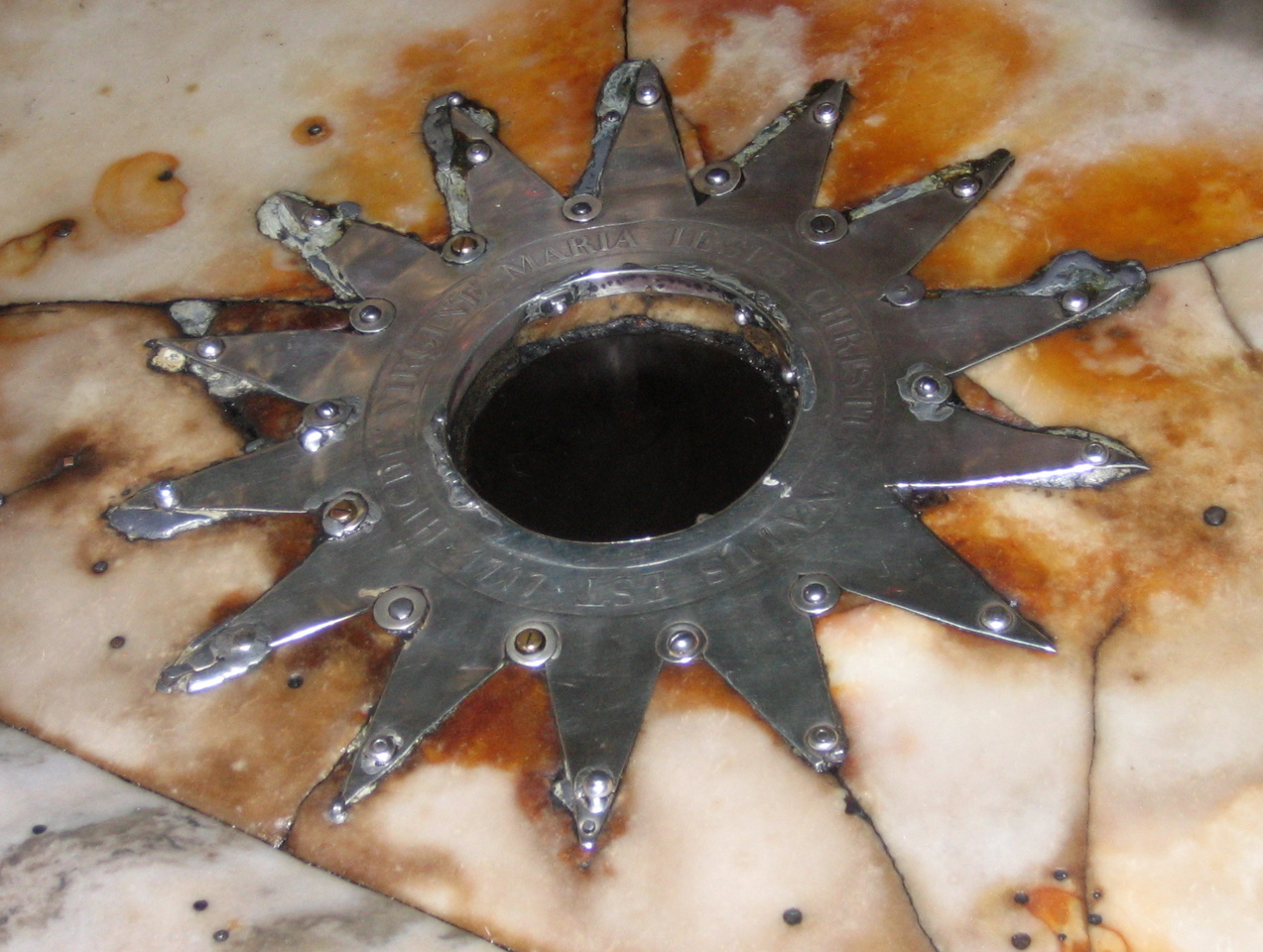
La stella d'argento che segna il luogo dove Gesù è nato secondo la tradizione cristiana

Due narrazioni nel Nuovo Testamento descrivono Gesù come nato a Betlemme. Secondo il Vangelo di Luca, i genitori di Gesù vissero a Nazaret, ma si recarono per un censimento a Betlemme, e Gesù vi nacque prima che la famiglia tornasse a Nazaret.
Il Vangelo secondo Matteo sembra invece implicare che la famiglia viveva già a Betlemme quando Gesù nacque e che successivamente si spostò a Nazaret. Matteo riporta che Erode il Grande, sentito che un 're dei Giudei' era nato a Betlemme, ordinò l'uccisione di tutti i bambini di due anni o più piccoli nella città e nelle zone circostanti. Giuseppe, padre putativo di Gesù, è avvertito di questo in un sogno; la famiglia sfugge a questo destino fuggendo in Egitto e ritornando solo dopo che Erode era morto. Ma avvertito in un altro sogno di non tornare in Giudea, Giuseppe conduce la famiglia in Galilea, e va a vivere a Nazaret.
I primi cristiani interpretarono un versetto del Libro di Michea come una profezia della nascita del Messia a Betlemme. Molti studiosi moderni mettono in discussione la nascita di Gesù a Betlemme, e suggeriscono che i diversi racconti evangelici siano stati inventati per presentare la nascita di Gesù come compimento delle profezie e a creare una connessione con il lignaggio di Re Davide. Il Vangelo di Marco e il Vangelo di Giovanni non presentano un racconto della Natività o accenni al fatto che Gesù nacque a Betlemme, e riportano solamente che fosse di Nazaret. In un articolo del 2005 nella rivista Archaeology, l'archeologo Aviram Oshri ha sottolineato la mancanza di prove di un insediamento in quell'area al tempo in cui Gesù è nato, e ipotizza quindi una sua nascita a Betlemme di Galilea. Opponendosi a lui, Jerome Murphy-O'Connor sostiene invece la posizione tradizionale.
L'antichità della tradizione della nascita di Gesù a Betlemme è attestata dall'apologeta cristiano Giustino, dichiara nel suo Dialogo con Trifone (c. 155-161) che la Sacra Famiglia si era rifugiata in una grotta al di fuori della città. Origene di Alessandria, che scriveva intorno all'anno 247, si riferisce ad una grotta nella città di Betlemme che la popolazione locale riteneva fosse il luogo di nascita di Gesù. Questa grotta è stata forse in precedenza un luogo di culto di Tammuz.

### La dominazione araba e le Crociate

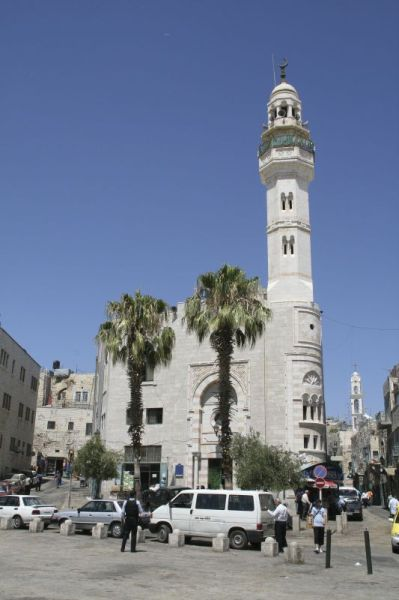
La Moschea di ʿOmar è stata costruita nel 1860 per commemorare la visita del califfo ʿOmar a Betlemme, al momento della sua conquista da parte dei musulmani. È l'unica moschea di Betlemme.

Nel 637, poco dopo la conquista di Gerusalemme da parte delle forze musulmane, 'Omar ibn al-Khattāb, il secondo califfo, visitò Betlemme e promise che la basilica della Natività sarebbe rimasta a disposizione dei cristiani.
Una moschea dedicata a ʿOmar fu edificata vicino alla basilica, sul luogo nella città dove egli pregò.
Betlemme passò poi sotto il controllo dei califfati islamici degli Omayyadi nell'VIII secolo e degli Abbasidi nel IX secolo.
Un geografo persiano musulmano scrisse nella metà del IX secolo che nella città sorgeva una chiesa ben conservata e molto venerata.
Nel 985, il geografo arabo al-Muqaddasi visitò Betlemme, e si riferì alla sua chiesa come alla "basilica di Costantino, il cui uguale non esiste in tutto il paese".
Nel 1009, durante il regno del sesto califfo fatimide al-Hakim bi-Amr Allah, la basilica della Natività fu parzialmente danneggiata per suo ordine ma, al contrario della Chiesa del Santo Sepolcro di Gerusalemme, essa fu in parte risparmiata dai musulmani della città, dal momento che era stato loro consentito l'accesso per le loro pratiche religiose, a sud del transetto. Ciò era dovuto al fatto che Gesù è venerato anche dalla religione islamica, che non lo considera tuttavia incarnazione divina (come i cristiani) ma profeta, predecessore immediato di Maometto.

Fu presto riportata alla sua veste precedente dal successore di al-Hakim, l'Imam Ali al-Zahir per riprendere buone relazioni tra Fatimidi e Impero bizantino.
Nel 1099, Betlemme fu conquistata dai crociati, che la fortificarono e costruirono un nuovo monastero e convento sul lato settentrionale della basilica della Natività. Il clero della chiesa greco-ortodossa fu rimosso dalla propria sede e sostituito dai chierici latini. Fino a quel momento la presenza ufficiale cristiana nella regione era stata greco-ortodossa. Nel giorno di Natale del 1100, Baldovino I, primo re di Gerusalemme, fu incoronato a Betlemme; quell'anno è stato anche istituito un episcopato latino nella città.

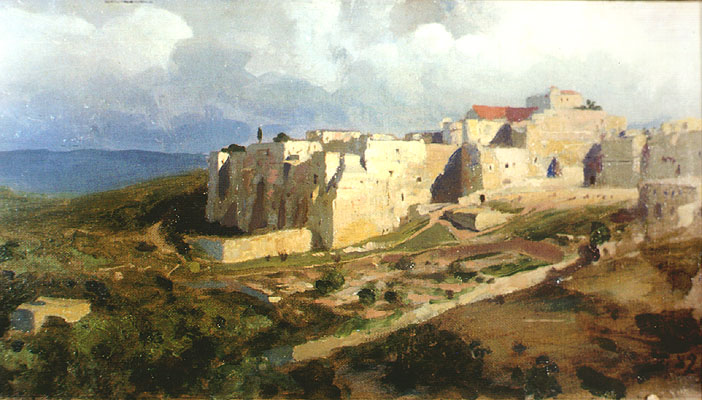
Un dipinto di Betlemme, 1882

Nel 1187, Saladino, il sultano di Egitto e Siria istitutore della dinastia ayyubide, prese Betlemme ai crociati. I chierici latini furono costretti ad andarsene, consentendo al clero greco-ortodosso di tornare. Saladino acconsentì il ritorno di due sacerdoti e di due diaconi latini nel 1192. Betlemme perse così il commercio legato ai pellegrinaggi, giacché ci fu una netta diminuzione di pellegrini europei.
Guglielmo IV di Nevers aveva promesso al Vescovo di Betlemme che se la città fosse caduta sotto il controllo musulmano, lui li avrebbe accolti nel piccolo paesino di Clamecy, nella regione della Borgogna in Francia. Immediatamente il Vescovo si trasferì a Clamecy nel 1223. Da quel momento, in Clamecy, rimase la sede del Vescovato di Betlemme per altri 600 anni, fino allo scoppio della Rivoluzione francese nel 1789.
Betlemme — con Gerusalemme, Nazaret e Sidone - venne ceduta per un breve periodo ai crociati per annetterle nuovamente al Regno di Gerusalemme grazie alla pace di Giaffa, un accordo del 1229 tra l'imperatore del Sacro Romano Impero, Federico II e al-Kamil, nipote di Saladino e sultano ayyubide in cambio di una tregua di 10 anni tra i Crociati e gli Ayyubidi. Nel 1239, quando la tregua si concluse, l'accordo venne meno e Betlemme fu riconquistata dai musulmani nel 1244.
Nel 1250, quando l'ultimo sultano ayyubide al-Ṣāliḥ Ayyūb morì lasciando un figlio in fasce accudito dalla moglie Shajar al-Durr, il potere si trasmise in modo non cruento ai Mamelucchi avendo il loro Sultano Aybak preso in moglie la vedova di al-Salih Ayyub. La tolleranza verso il Cristianesimo venne meno e gli ecclesiastici furono allontanati dalla città, le cui mura verranno distrutte nel 1263. Parte del clero tornerà a Betlemme solo il secolo successivo, stabilendosi nel monastero adiacente alla Chiesa della Natività. Ai greci ortodossi fu affidato il controllo della Chiesa e il controllo della Milk Grotto, condividendone il possesso con i cristiani di obbedienza romana e con gli armeni.

### L'epoca ottomana ed egiziana

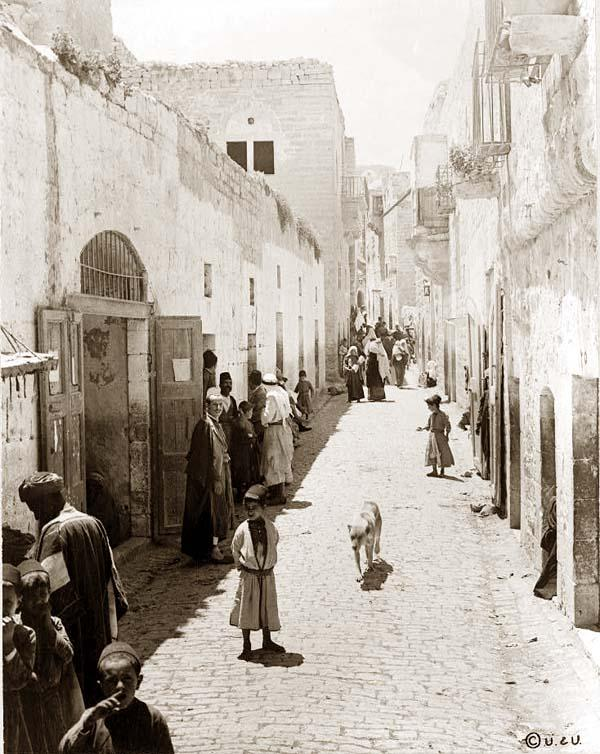
Una strada "affollata a Betlemme", 1880

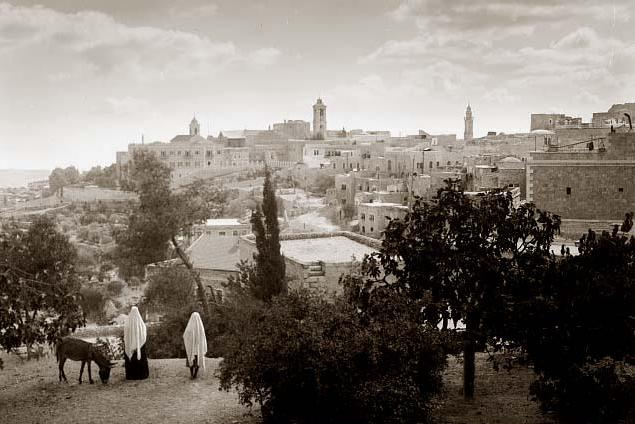
Veduta di Betlemme, 1898

Dal 1517, durante gli anni del controllo ottomano, la custodia della Basilica fu aspramente contesa tra la Chiesa cattolica e le chiese greco-ortodosse. Verso la fine del XVI secolo, Betlemme era divenuta uno dei più grandi borghi nel Distretto di Gerusalemme, e fu suddivisa in sette quartieri.
Musulmani e cristiani vennero organizzati in quartieri separati, ognuno con un proprio leader: cinque capi-comunità regnavano sulla Betlemme di metà XVI secolo, tre di questi erano musulmani.
Nel decennio 1831-1841, la Palestina fu governata dalla dinastia di Muhammad Alì d'Egitto. Durante questo periodo, la città subì un violento terremoto e, nel 1834, il quartiere musulmano venne distrutto dalle truppe egiziane come rappresaglia per l'assassinio di un fedele di Ibrāhīm Pascià. Nel 1841, Betlemme ritornò ancora una volta sotto il controllo dell'impero ottomano, e vi rimase sino alla fine della prima guerra mondiale. Con gli ottomani, molti abitanti di Betlemme rimasero senza occupazione, costretti alla leva militare obbligatoria e colpiti da un feroce aumento delle tasse. Il risultato di questa politica fu un'enorme migrazione verso il Sudamerica. Un missionario americano nel 1850 descrisse Betlemme come una piccola cittadina con una popolazione inferiore ai 4.000 abitanti, molti dei quali appartenenti alla Chiesa greco-ortodossa.

### XX secolo
Betlemme è stata amministrata dal mandato britannico dal 1920 fino al 1948. Nell'Assemblea generale delle Nazioni unite del 1947 per la partizione della Palestina, Betlemme è stata inclusa nell'enclave internazionale speciale di Gerusalemme per essere amministrato dalle Nazioni Unite.
La Giordania ha annesso la città durante la Guerra arabo-israeliana del 1948. Molti rifugiati della zona furono catturati dalle forze israeliane nel 1947-48; essi erano fuggiti nella zona di Betlemme, soprattutto per stabilirsi in quello che divenne il campo profughi ufficiale di Gazanel Dheisheh. L'afflusso di rifugiati ha significativamente trasformato la maggioranza cristiana di Betlemme in una musulmana.

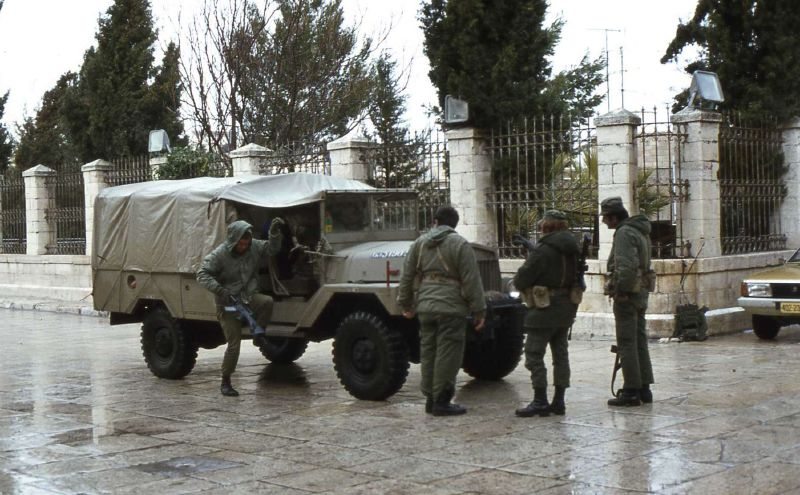
Soldati israeliani in città, 1978.

La Giordania ha mantenuto il controllo della città fino alla Guerra dei sei giorni nel 1967, quando fu occupata da Israele, insieme al resto della Cisgiordania. Il 21 dicembre 1995, le truppe israeliane si ritirarono da Betlemme, nonostante avessero vinto la precedente guerra dei sei giorni, e tre giorni più tardi la città passò sotto la completa gestione e il controllo militare dell'Autorità Nazionale Palestinese in conformità con l'accordo ad interim sulla Cisgiordania e la Striscia di Gaza nel 1995.

### Seconda Intifada
Durante la Seconda Intifada, che iniziò nel 2000-01, le infrastrutture e l'industria turistica di Betlemme furono gravemente danneggiate.
Nel 2002 le Forze di Difesa Israeliane (IDF) lanciarono un'importante offensiva, chiamata Operazione Scudo Difensivo.
Durante questa operazione, l'IDF assediò la Basilica della Natività, dove circa 200 Palestinesi, incluso un gruppo di militanti, avevano cercato riparo dall'avanzata dell'IDF nella città. L'assediò durò 39 giorni e 9 militanti e il campanaro della basilica vennero uccisi. L'attacco si concluse con un compromesso, in base al quale 13 militanti ricercati sarebbero stati esiliati in varie nazioni europee e in Mauritania. Il Papa Giovanni Paolo II condannò le azioni dell'esercito israeliano, descrivendole come "intollerabili" ed ugualmente il ministro degli Esteri britannico le classificò come "totalmente inaccettabili".

## Società

### Evoluzione demografica
| Anno           | Abitanti    |
| -------------- | ----------- |
| 1867           | 3,000-4,000 |
| 1945           | 8,820       |
| 1961           | 22,450      |
| 1983           | 16,300      |
| 1997           | 21,930      |
| 2004 (Proiez.) | 28,010      |
| 2006 (Proiez.) | 29,930      |
| 2007           | 25,266      |

Stando al censimento del 1997 della PCBS (Palestinian Central Bureau of Statistics) la città contava 21.670 abitanti, inclusi 6.570 rifugiati palestinesi residenti nei campi profughi Dheisheh e Aida. Inoltre tale censimento rivelò che nel '97 il 27.4% degli abitanti erano minori di 10 anni, il 20% oscillava tra 10 e 19, il 17.3% tra 20-29, 17.7% da 30 a 44, 12.1% tra 45-64 ed infine il 5.3% superavano i 65 anni d'età. Vennero contati 11.079 maschi e 10.594 femmine.
Sempre secondo le stime della PCBS, la popolazione di Betlemme crebbe a 29.930 abitanti a metà 2006. Il censimento successivo (2007), invece, rivelò una diminuzione a 25.266 abitanti di cui 12.753 maschi e 12.513 femmine. Vennero contate 6.709 unità abitative, di cui 5.211 abitate da famiglie, con una media di 4,8 membri a famiglia.

### Comunità cristiana

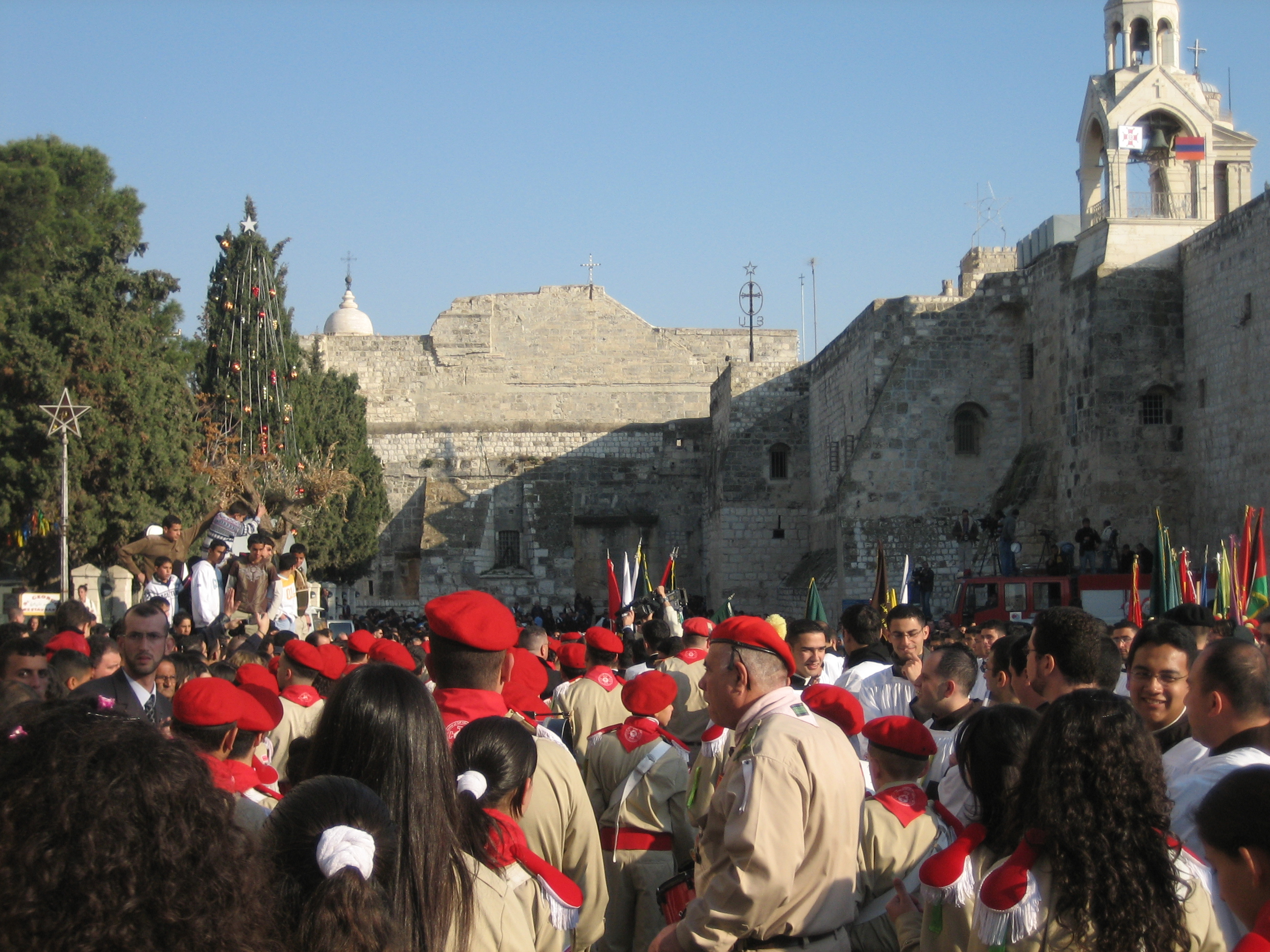
Scout palestinesi cristiani a Betlemme, 2006

Basandosi sulle registrazioni fiscali ai tempi ottomani, i cristiani erano circa il 60% della popolazione agli inizi del XVI secolo, ma si ridussero percentualmente alla parità con la popolazione musulmana, nella metà dello stesso secolo.
Nel 1948, la popolazione della città consisteva nell'85% di palestinesi cristiani, molti dei quali greco ortodossi e cattolici, il 13% musulmani sunniti. La quantità di abitanti Cristiani diminuì drasticamente nel corso degli anni, e nel 2005 erano circa il 20% della popolazione di Betlemme. L'unica moschea nella Città Vecchia è la Moschea di Omar, situata in Manager Square.
La maggior parte dei Cristiani di Betlemme sono discendenti clan arabi cristiani provenienti dalla Penisola araba: al-Farahiyya e al-Najajre. Quelli di al-Farahiyya sono i successori dei Ghassanidi che migrarono dallo Yemen fino alla zona Wadi Musa, nell'attuale Giordania; mentre il clan an-Najajreh include gli eredi dagli arabi di Najrān, nel sud di Hejaz. Un ulteriore clan, al-Anantreh, ha anch'esso origine nella Penisola Araba.
La percentuale dei cristiani a Betlemme è diminuita negli ultimi cinquant'anni a causa di una continua ed intensa emigrazione. Nel 1947, i cristiani erano oltre il 75% della popolazione, ma nel 1998 questo valore è diminuito al 23%. Il sindaco di Betlemme Victor Batarseh spiegò al Voice of America che "a causa dello stress, fisico e psicologico, e per l'avversa situazione economica, molte persone hanno deciso di emigrare, sia Musulmani che Cristiani, questo fenomeno è stato più apparente tra questi ultimi perché essi erano già una minoranza."
Le autorità palestinesi sono fermamente impegnate per mantenere il benessere della comunità cristiana, anche se vi sono stati alcuni incidenti eattacchi da parte di alcuni gruppi militanti
Lo scoppio della seconda intifada e la conseguente la diminuzione del turismo ha duramente colpito la comunità cristiana da un punto di vista economico. Un'analisi statistica rilevò tra i fattori che spingevano molti cristiani ad abbandonare la città scarse opportunità in ambito educativo ed economico, specialmente per la classe medio istruita. A partire dalla seconda intifada, il 10% dei cristiani ha abbandonato la città.
Un sondaggio effettuato nel 2006 ha rilevato che il 90% dei cristiani di Betlemme aveva amici musulmani, il 73,3% era concorde che le autorità palestinesi fossero impegnate per conservare il retaggio cristiano della città e il 78% attribuiva l'esodo di molti cristiani alle limitazioni al transito imposte dalle autorità israeliane.
La posizione ufficiale del governo di Hamas espresse sostegno alla comunità cristiana della città, anche se il partito venne criticato e accusato da alcuni residenti di voler incrementare la presenza islamica in città. Secondo il Jerusalem Post, sotto Hamas, la popolazione cristiana dovette far fronte a una carenza di ordine e ad un'inefficienza della magistratura che la rese suscettibile a vessazioni di terreni da parte della criminalità locale.

## Amministrazione

### Gemellaggi
Betlemme è gemellata con varie città, tra le quali:
- Barcellona, dal 2018[62]
- Bra, dal 2023[63]
- Brescia, dal 2007
- Caltagirone, dal 2022
- Chartres, dal 1994[64]
- Civitavecchia, dal 1998[65]
- Chivasso, dal 2016
- Cusco, dal 1994
- Cordova, dal 1988[62]
- Este, dal 2006[66][67]
- Faggiano, dal 2016[68]
- Gallipoli, dal 2008
- Gijón, dal 2006[62]
- Greccio, dal 1992
- Lourdes, dal 2017[64]
- Milano, dal 2000
- Montpellier, dal 2012[64]
- Palermo, dal 2013
- Paray-le-Monial, dal 2003[64]
- Pavia, dal 2006[69]
- Pietrelcina, dal 2018[66]
- San Miniato, dal 2005
- Sant'Anastasia, dal 2003
- Saragozza, dal 2019[62]
- Suceava, dal 2018[70]
- Verbania, dal 2019[71]
- Firenze, dal 2015

## Galleria d'immagini

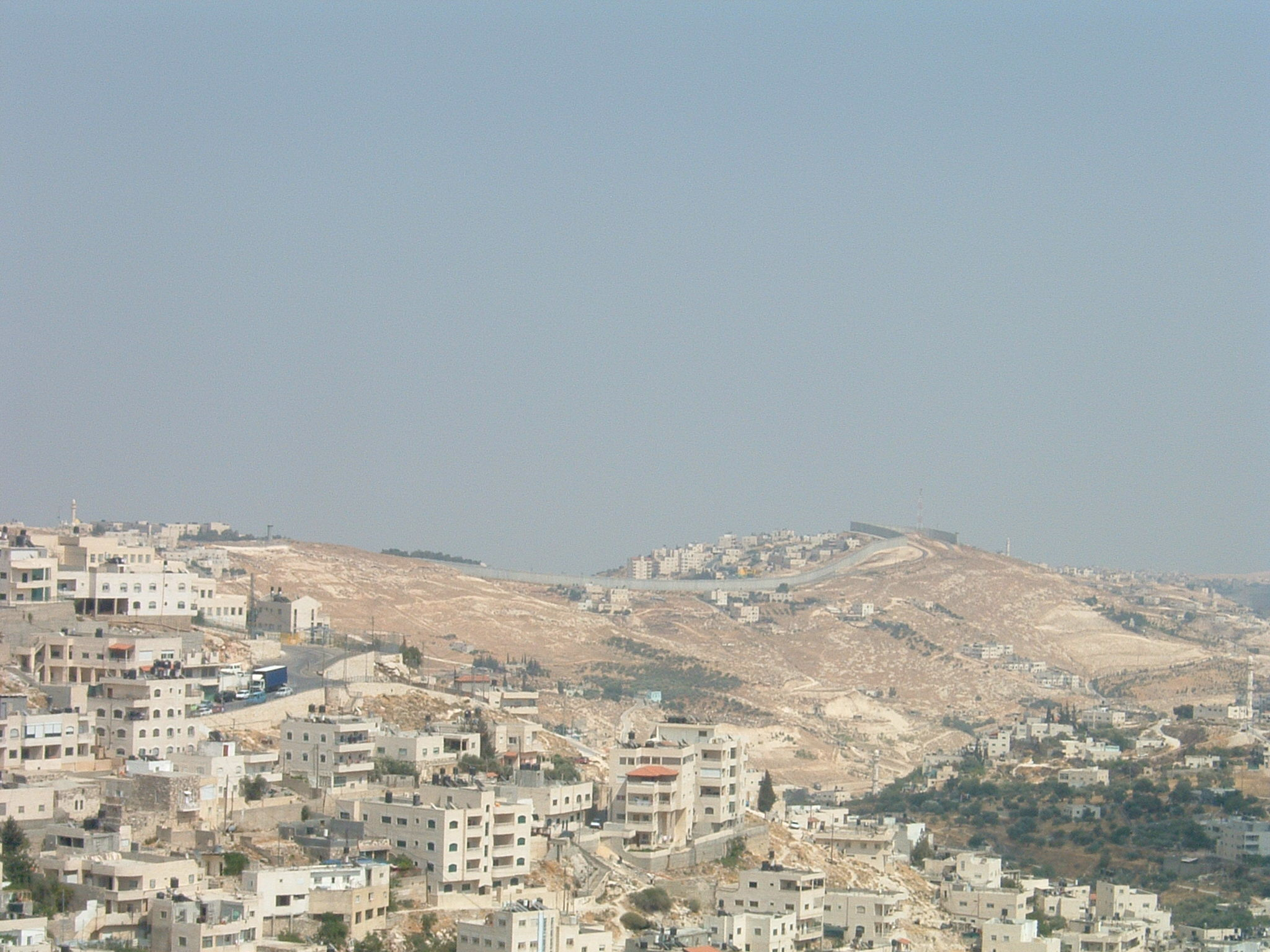
Vista di Betlemme da Gerusalemme
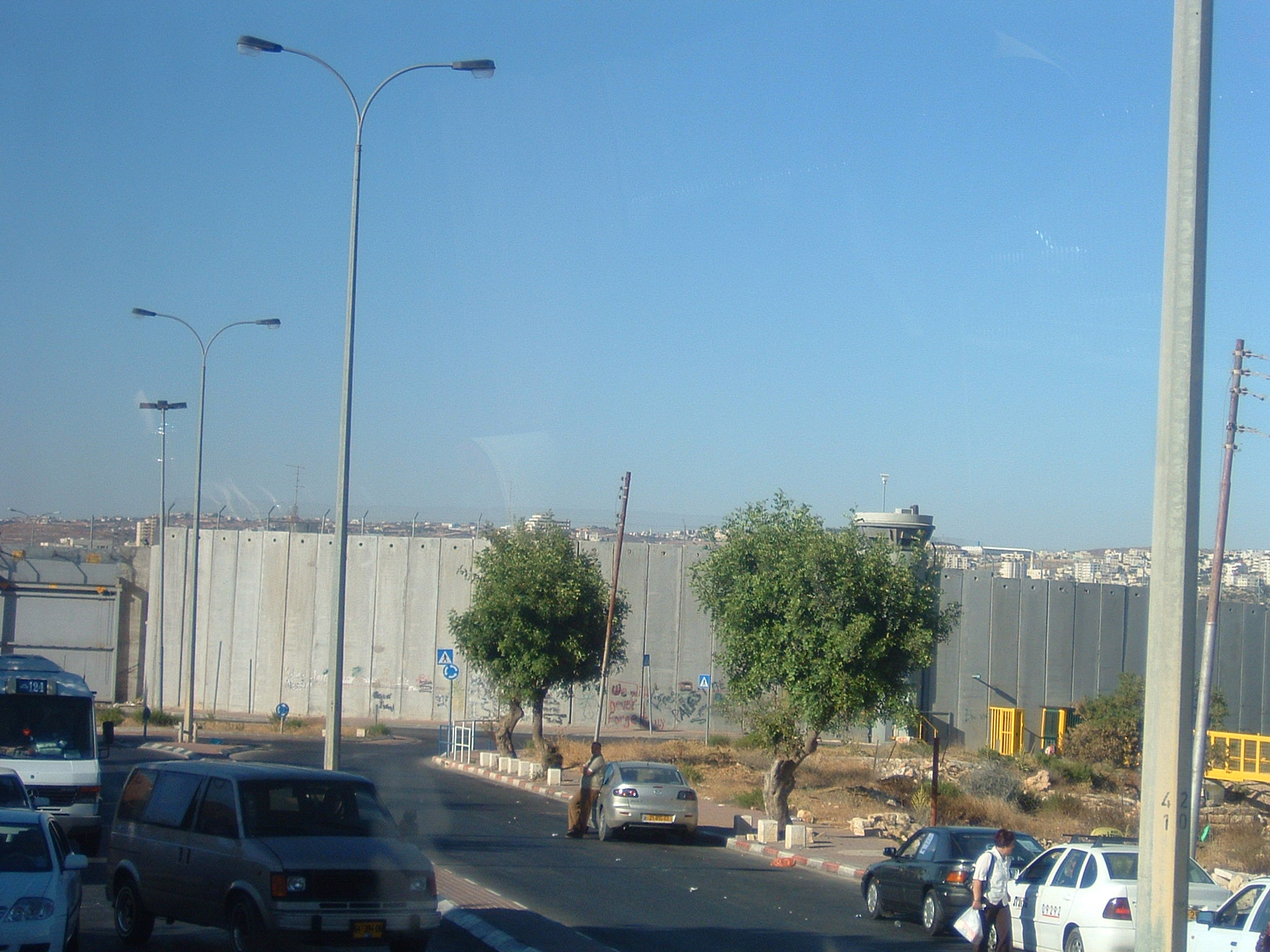
Muro che separa il territorio direttamente controllato da forze israeliane da Betlemme, visto dal lato israeliano.
Murales disegnati sul lato palestinese del muro
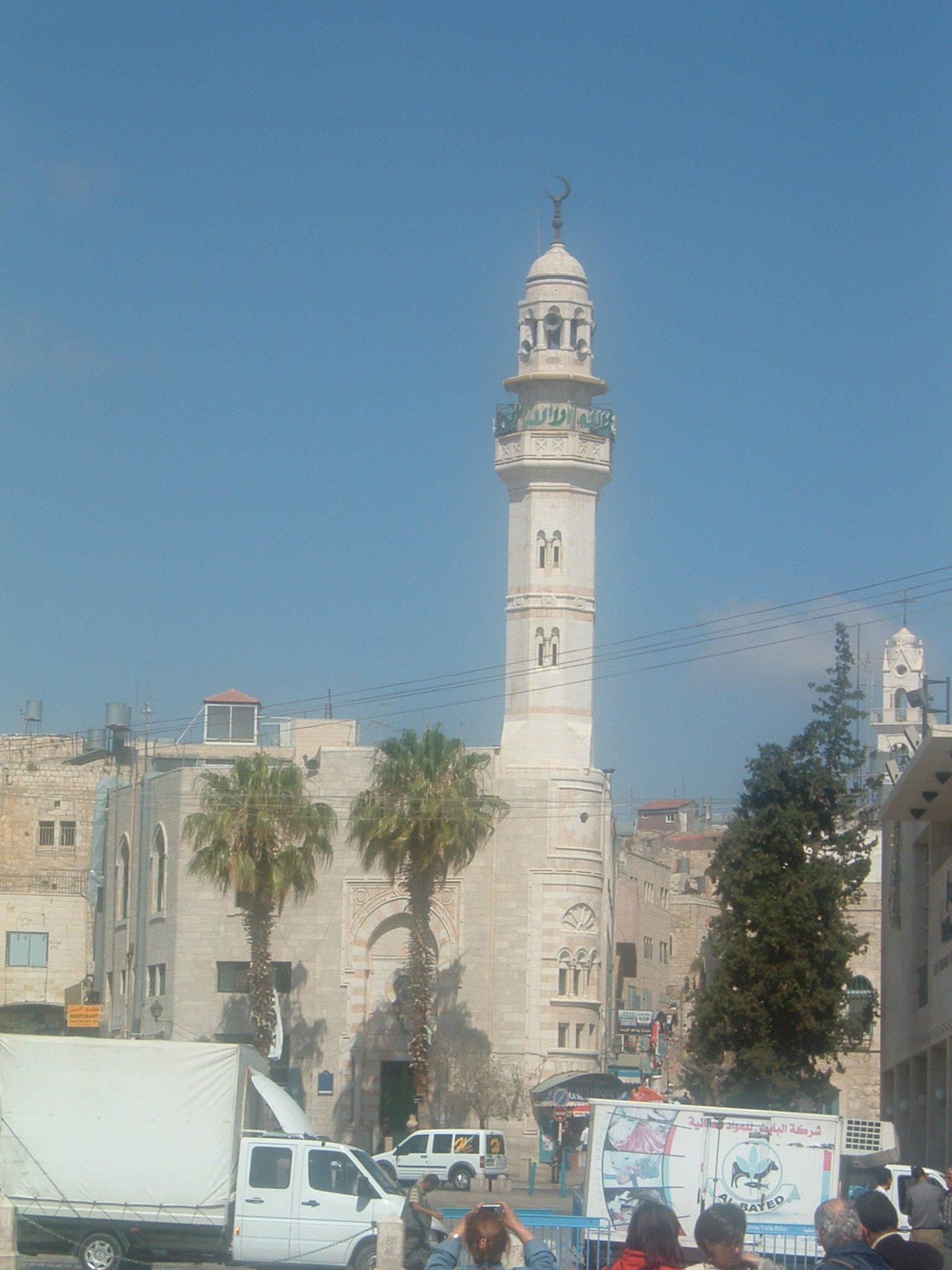
Moschea di Betlemme
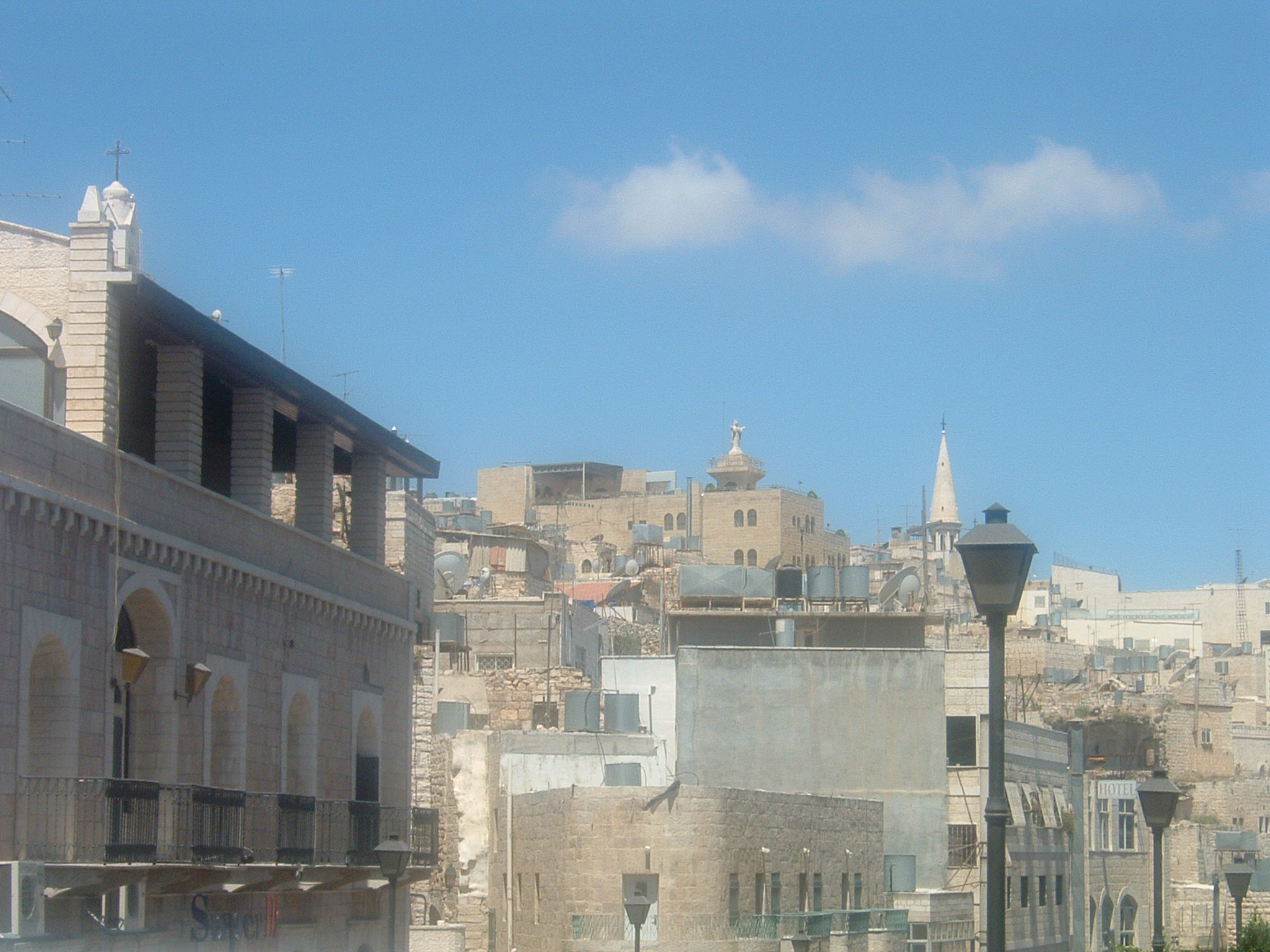
Tetti di Betlemme
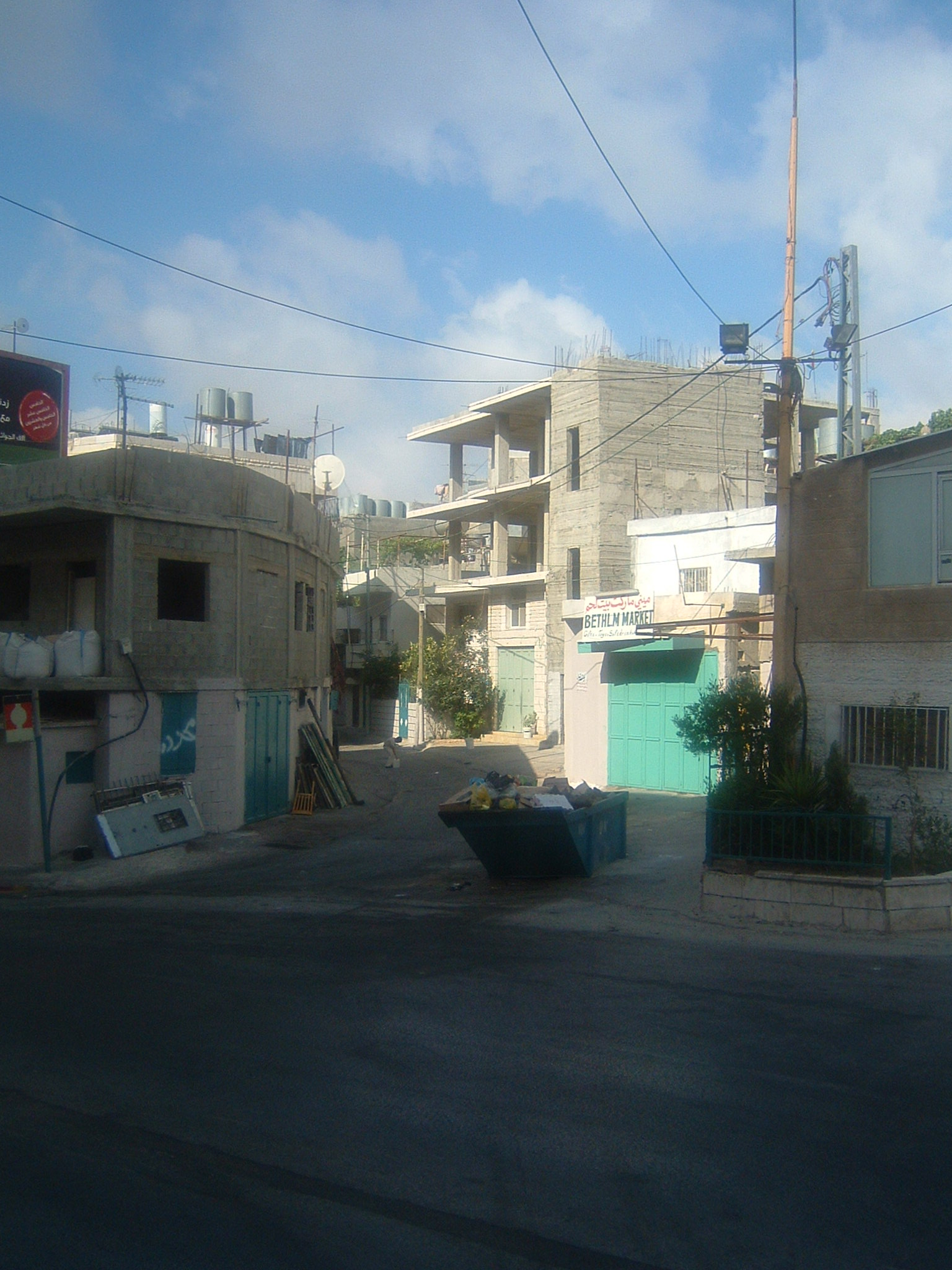
Strada nella periferia di Betlemme
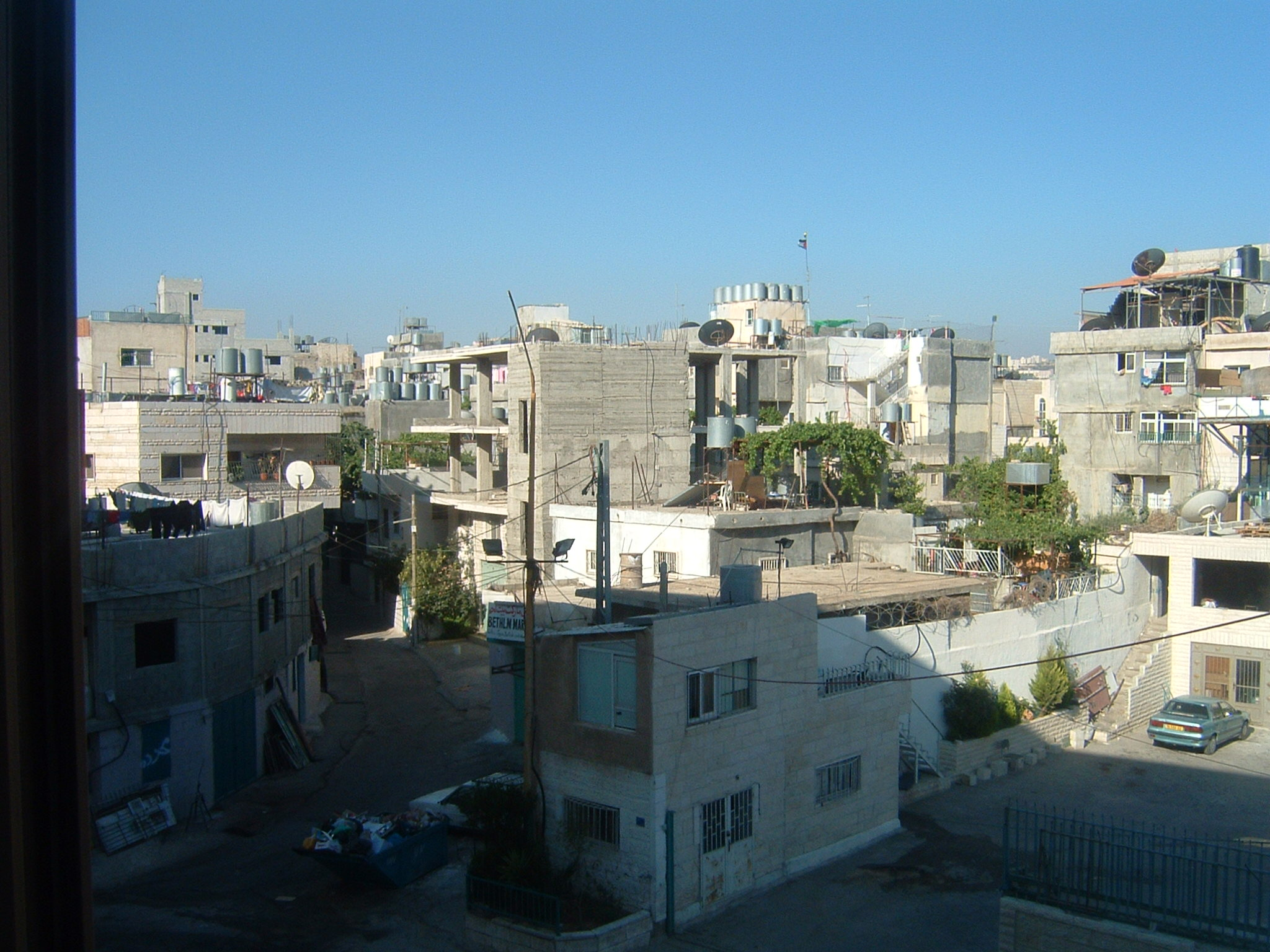
Immagine di un quartiere periferico di Betlemme
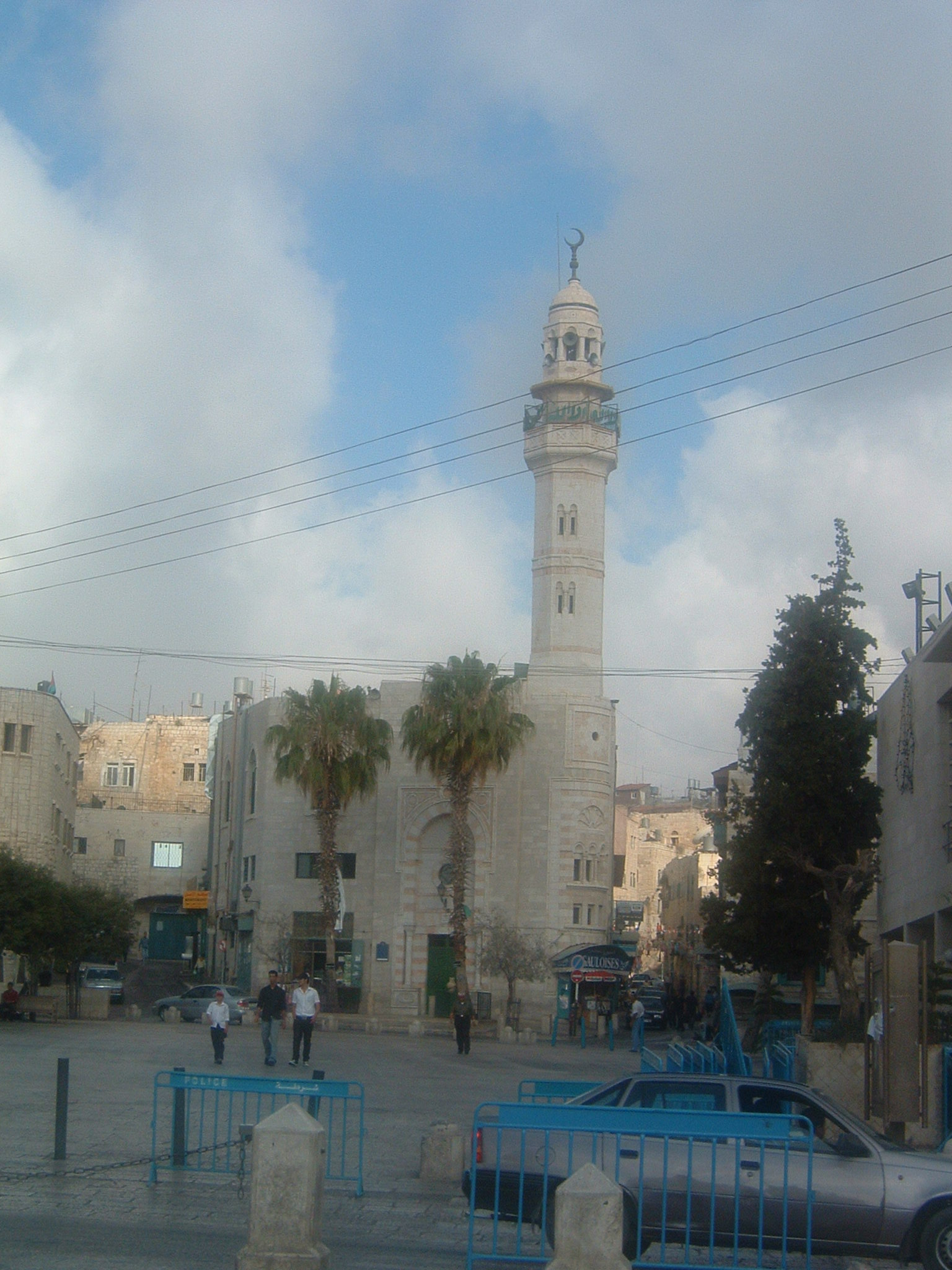
Piazza di Betlemme vista dalla basilica della Natività
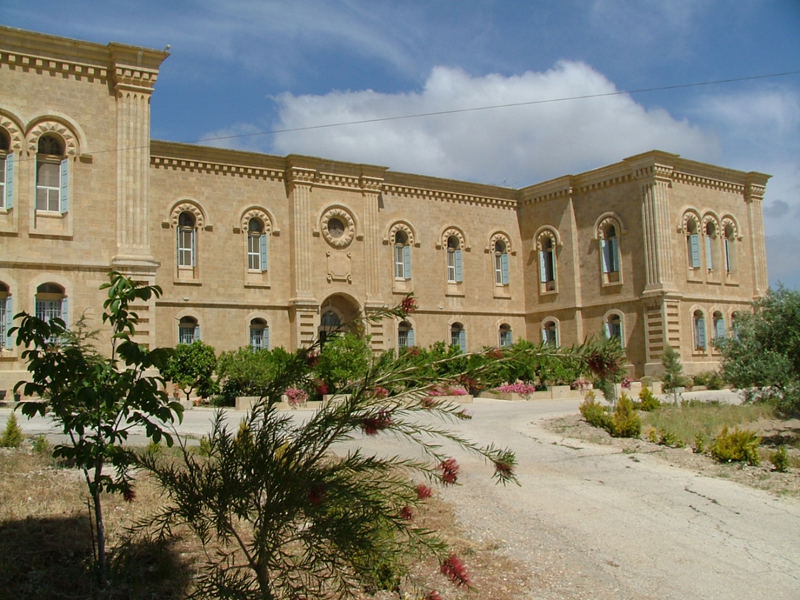
La residenza dei Preti del Sacro Cuore (1885)